# S.M.
Пациентка S.M. (иногда упоминается как SM-046) — белая американка, чья личность не раскрывается, имеющая редчайший, специфический тип повреждения головного мозга, не позволяющий ей испытывать страх. Её случай представляет большой интерес для науки и получил широкую известность в научных кругах и СМИ. Данное повреждение — исключительное и полное двустороннее разрушение миндалевидного тела — возникло у неё с позднего детства в результате болезни Урбаха — Вите. Впервые случай был описан учёными в 1994 году, этот случай позволил точно установить функцию миндалевидного тела. В СМИ пациентку прозвали «женщиной без страха».
S.M. примерно 1965 года рождения, она замужем и является матерью троих детей. В своей жизни S.M. много раз становилась жертвой преступлений, гораздо чаще обычного получала травмы и попадала в угрожающие жизни ситуации. Исследователи связывают это как с отсутствием чувства страха, способного оградить её от потенциально опасных ситуаций, так и с тем, что S.M. живёт в бедном районе с неблагополучной криминальной обстановкой. Сама S.M. никогда не обвинялась в совершении преступления.

## Характеристика личности пациента
Первоначально отсутствие у S.M. страха было замечено врачом случайно. Дальнейшие эксперименты с S.M. не выявили страха в ответ на просмотр пугающих видеоклипов, при обращении со змеями и пауками (включая тарантулов), и почти ни при каких других попытках вызвать страх. В ответ S.M. выражала только интерес, любопытство и волнение, хотя при просмотре фильмов и видеоклипов другого, не устрашающего содержания, она нормально выражала эмоции, соответствующие содержанию фильма, такие как счастье и отвращение.
Тем не менее, исследования показали, что определённые, очень специфические страхи S.M. способна испытывать: как и другие пациенты с двусторонним повреждением мозжечковой миндалины, S.M. испытывает страх и даже приступы паники большей интенсивности, чем у неврологически здоровых людей, например, в ответ на симуляцию субъективного переживания удушья при вдыхании углекислого газа.
S.M. имеет необычно сильное желание сближаться с людьми. Она описывается как чрезвычайно общительный, чрезвычайно дружелюбный и раскованный в общении человек, даже несколько «игриво кокетливый» в общении. При этом она страдает от невозможности распознавания негативных социальных сигналов, например, она неспособна распознавать страх или угрозу по выражению лиц других людей. Она также не может определить по виду человека, стоит ли ему доверять, агрессивен ли он, настроен ли он на общение в данный момент, или нет. Она крайне неразборчиво входит в общение и в физический контакт с окружающими.
S.M. испытывает удивительно мало негативных эмоций, и при этом необычно высокую позитивную аффективность (англ. positive affectivity). Окружающие отзываются о ней как об очень позитивной личности, несмотря на значительные жизненные трудности и несчастья, она с оптимизмом относится к подавляющему большинству ситуаций и почти всегда предполагает у людей хорошие намерения.
S.M. имеет заметное нарушение в восприятии музыки, в частности, она имеет сложности в распознавании грустной и устрашающей музыки.
S.M. практически лишена чувства личного пространства, как в отношении себя, так и в отношении окружающих. Она не испытывает совершенно никакого дискомфорта, стоя вплотную к другому человеку, даже нос к носу, и даже прикасаясь к другому человеку. При этом она понимает, что другому человеку это может быть неприятно, и старается поддерживать необходимую физическую дистанцию, хотя и не ощущает в ней потребности.
S.M. имеет трудности с запоминанием эмоционально окрашенных событий и информации. Это, видимо, связано с тем, что миндалевидное тело участвует в консолидации таких воспоминаний в долговременной памяти. При этом нейтральную информацию S.M. запоминает нормально.
Несмотря на большие трудности в распознавании негативных эмоций по лицам, S.M. способна проявлять эмпатию, её способность замечать боль другого человека и сострадать ему оценивается как «довольно высокая».